# Суворовская (Волгоградская область)
Суворовская (ранее Кобылянская) — станица в Суровикинском районе Волгоградской области России.
Входит в состав Нижнечирского сельского поселения.

## Общая физико-географическая характеристика
Станица расположена в степи, на западном берегу Цимлянского водохранилища, на высоте 60 метра над уровнем моря. Рельеф местности холмисто-равнинный, местность имеет значительный уклон по направлению к берегу водохранилищу, пересечена многочисленными балками и оврагами, по геоморфологическому районирования СССР на 1947 год район станицы и к югу от нее разпологается район Широкой Аллювиальной Долины Нижнего Дона и Западного Маныча относящегося к геоморологической области Кавказ. Почвы — тёмно-каштановые.
По автомобильным дорогам расстояние до областного центра города Волгограда составляет 200 км, до районного центра города Суровикино — 66 км, до административного центра сельского поселения посёлка Нижний Чир — 15 км.
Климат
Климат умеренный континентальный (согласно классификации климатов Кёппена климат характеризуется как Dfa). Температура воздуха имеет резко выраженный годовой ход. Среднегодовая температура положительная и составляет + 8,0 °С, средняя температура января −6,5 °С, июля +23,7 °С. Расчётная многолетняя норма осадков — 390 мм, наибольшее количество осадков выпадает в декабре и июне (по 41 мм), наименьшее в феврале, марте и октябре (по 25 мм).

## Известные уроженцы
- Митрополит Нафанаил (Троицкий) — Епископ Русской Православной Церкви, митрополит Харьковский и Ахтырский.

## История
Время первоначального заселения станицы неизвестно, но в 1672 году городок Кобылкин уже существовал. По преданию первоначально он находился на левой стороне Дона в урочище «Станичная лука».  В «Походном и путевом журнале Императора Петра I» за 21 июня 1695 года записано «проехали городок с прозванием «Кобылкин, по правой стороне стоит на берегу на ровном месте». Станица Кобылянская относилась ко Второму Донскому округу области войска Донского. Согласно Списку населённых мест Земли Войска Донского в 1859 году в станице имелось 292 двора, проживало 652 души мужского и 661 женского пола. Согласно Списку населённых мест области Войска Донского в 1873 году в станице проживало 661 душа мужского и 739 женского пола. Согласно переписи населения 1897 года в станице проживало 783 души мужского и 839 женского пола.
В 1869 году в станице Кобылянской была построена новая деревянная Николаевская церковь вместо сгоревшей в 1863 году одноимённой церкви.
К 1915 году в станице Кобылянской имелось 380 дворов, проживало 1084 души мужского и 1064 женского пола.
Станица Кобылянская 2-го Донского округа Высочайше утвержденным 09 апреля 1916 года положением Военного Совета переименована в Суворовскую.
В 1921 году включена в состав Царицынской губернии. В 1928 году станица была включена в состав Нижне-Чирского района Сталинградского округа (округ ликвидирован в 1930 году) Нижневолжского края (с 1935 года — Сталинградского края, с 1936 года — Сталинградской области).
В годы войны с августа по декабрь 1942 года территория была оккупирована. В начале 1950-х в связи с заполнением ложа Цимлянского водохранилища станица была перенесена на новое место.
В 1963 году в связи с упразднением Нижнечирского района станица была включена в состав Суровикинского района. В 2004 году станица Суворовская была включена в состав Нижнечирского городского поселения (с 2008 года — сельское поселение)

## Население
| 1859 | 1873  | 1897  | 1915  | 2010 |
| ---- | ----- | ----- | ----- | ---- |
| 1313 | ↗1400 | ↗1622 | ↗2148 | ↘451 |

## Инфраструктура
В станице имеется МКОУ Суворовская общеобразовательная школа.
В 2012 году в станице был открыт капитально отремонтированное здание сельского клуба.